# Bela Vista de Minas
Bela Vista de Minas é um município brasileiro no estado de Minas Gerais, Região Sudeste do país. Sua população recenseada em 2022 era de 10 167 habitantes. A cidade se encontra a 100 km de Ipatinga e a 120 km da capital mineira e o seu principal acesso é feito através da BR-381. Parte de seu território é também cortado pela Estrada de Ferro Vitória a Minas (EFVM). 

## História
Bela Vista é resultado de um desmembramento do município de Nova Era pela lei estadual nº 2.764, de 30 de dezembro de 1962. Pertenceu à Comarca de Rio Piracicaba até janeiro de 2009, quando foi integrada à Comarca de Nova Era mediante mobilização popular.

## Geografia
De acordo com a divisão regional vigente desde 2017, instituída pelo IBGE, o município pertence às Regiões Geográficas Intermediária de Ipatinga e Imediata de João Monlevade. Até então, com a vigência das divisões em microrregiões e mesorregiões, fazia parte da microrregião de Itabira, que por sua vez estava incluída na mesorregião metropolitana de Belo Horizonte.
O município é banhado pelo rio Piracicaba, que faz limite com o perímetro urbano, e pelo rio Santa Bárbara. A zona urbana também é drenada pelos córregos do Onça, Gordura e Agapito, que deságuam no rio Piracicaba.

## Subdivisões
A cidade é divida em 12 bairros: Bandeirantes, Lages, Serrinha, Córrego Fundo, M. Marcelina, Senhor do Bonfim, Boa Esperança, Capela Branca, JK, Mato Grosso dos Anjos, Taquaril e Caminho Grande.